# سراب علی‌نقی
سراب علی‌نقی، روستایی از توابع بخش بیرانوند شهرستان خرم‌آباد در استان لرستان ایران است.که بسیاری از طوایف ایل بیرانوند را در خود جای داده است

## جمعیت
این روستا در دهستان بیرانوند جنوبی قرار دارد و براساس سرشماری مرکز آمار ایران در سال ۱۳۸۵، جمعیت آن ۱۱۸ نفر (۲۷خانوار) بوده‌است.